# サリー・G
「サリー・G」（原題:Sally G）は、1974年に発表されたポール・マッカートニー&ウイングス（Paul McCartney & Wings）の楽曲。シングル「ジュニアズ・ファーム」（原題:Junior's Farm）のB面曲。

## 解説
1974年7月にナッシュビル在住のセッション・ミュージシャンとともにレコーディングされたカントリーナンバーである。曲中には、ドブロ・ギター やペダル・スティール・ギター、フィドルなど、カントリーミュージックの楽器が使用された。
アメリカのビルボード誌では「ジュニアズ・ファーム／サリー・G」のクレジットで最高位第3位を記録。その後ランクダウン途中の第17位で表記が逆転し「サリー・G／ジュニアズ・ファーム」に。さらに「サリー・G」単独で再度第66位でチャートインし、第39位まで上昇した。また、カントリー・チャートでもチャート･インし、第51位を記録した。
ウイングスの多くのシングルと同様、オリジナル・アルバムには収録されず、1993年に「ポール・マッカートニー・コレクション」と題したデジタル・リマスター盤が再発された際に『スピード・オブ・サウンド』のボーナス･トラックに収録された。

## 演奏者

### ウイングス
- ポール・マッカートニー - リード & バッキング・ボーカル、アコースティック・ギター
- リンダ・マッカートニー - バッキング・ボーカル
- デニー・レイン - バッキング・ボーカル
- ジミー・マカロック - バッキング・ボーカル、アコースティック・ギター
- ジェフ・ブリトン - ドラムス

### ゲスト
- ロイド・グリーン - ドブロ・ギター 、ペダル・スティール・ギター
- ボブ・ウィルス - フィドル
- ジョニー・ギンブル - フィドル